# PGC 415
LEDA/PGC 415, auch UGC 40, ist eine spiralförmige Radiogalaxie im Sternbild Pegasus nördlich des Himmelsäquators. Sie ist schätzungsweise 344 Millionen Lichtjahre von der Milchstraße entfernt und hat eine Ausdehnung von etwa 115.000 Lichtjahren. Vom Sonnensystem aus entfernt sich das Objekt mit einer errechneten Radialgeschwindigkeit von näherungsweise 7.500 Kilometern pro Sekunde.
Die Typ-Ia Supernova SN 2003it wurde hier beobachtet.

## Galaktisches Umfeld
| Nr. | Galaxie          | Alternativname          | Rek          | Dek          | Distanz/asec |
| --- | ---------------- | ----------------------- | ------------ | ------------ | ------------ |
| →   | LEDA/PGC 415     | UGC 40                  | 00h05m48.41s | +27d26m57.9s | 0            |
| 1   | LEDA/PGC 1809567 | 2MASX J00052168+2729099 | 00h05m21.68s | +27d29m09.9s | 379.49       |
| 2   | LEDA/PGC 446     | NSA 170051              | 00h06m02.57s | +27d20m50.9s | 411.61       |
| 3   | LEDA/PGC 73235   | 2MASX J00053610+2733280 | 00h05m36.12s | +27d33m27.7s | 422.56       |
| 4   | LEDA/PGC 1809668 | NSA 170111              | 00h05m15.30s | +27d29m23.0  | 462.23       |
| 5   | LEDA/PGC 1813139 | 2MASX J00060698+2736381 | 00h06m06.99s | +27d36m38.3s | 628.52       |
| 6   | LEDA/PGC 73233   | 2MASX J00053083+2738069 | 00h05m30.83s | +27d38m07.4s | 709.04       |
| 7   | LEDA/PGC 1813286 | 2MASX J00050876+2736567 | 00h05m08.79s | +27d36m57.0s | 796.26       |
| 8   | LEDA/PGC 1813988 | 2MASX J00063413+2738284 | 00h06m34.13s | +27d38m28.7s | 920.75       |
| 9   | LEDA/PGC 1806151 | 2MASX J00044122+2722319 | 00h04m41.24s | +27d22m32.0s | 933.57       |
| 10  | LEDA/PGC 531     | 2MASX J00065533+2720014 | 00h06m55.33s | +27d20m01.8s | 983.97       |